# Університет Каліфорнії у Ріверсайді
Університет Каліфорнії у Ріверсайді (англ. The University of California, Riverside, UCR або UC Riverside) — публічний науково-дослідний університет та один з 10 основних кампусів Університету Каліфорнії. Головний кампус розташований на 769 га в районі Ріверсайд, Каліфорнія, США, та з додатковим кампусом на 8 га в Палм-Дезерт. Заснований у 1907 році як експериментальна станція з дослідження цитрусових. Відтоді в університеті проводились дослідження з контролю над розмноженням шкідливих комах та використання регуляторів росту, що дозволило збільшити період плодоносіння цитрусових у Каліфорнії від чотирьох до дев'яти місяців. В університеті зберігаються одні з найбільших у світі колекція цитрусових та ентомологічна колекція.
Університетський коледж відкрився в 1954 році. Університету був делегований статус незалежного кампусу в системі Каліфорнійських університетів в 1959, навчання студентів почалось в 1961 році. У 2015 році Університет був здатен прийняти 21 000 студентів, у тому числі завдяки інвестиціям в $730 мільйонів в програми розширення та реконструкції після 1999 року. Попередня акредитація Медичної школи при Університеті була отримана в жовтні 2012 року та перший набір з 50 студентів відбувся в серпні 2013. Це перша нова науково-дослідна Медична школа в США заснована за останні 40 років.

## Історія

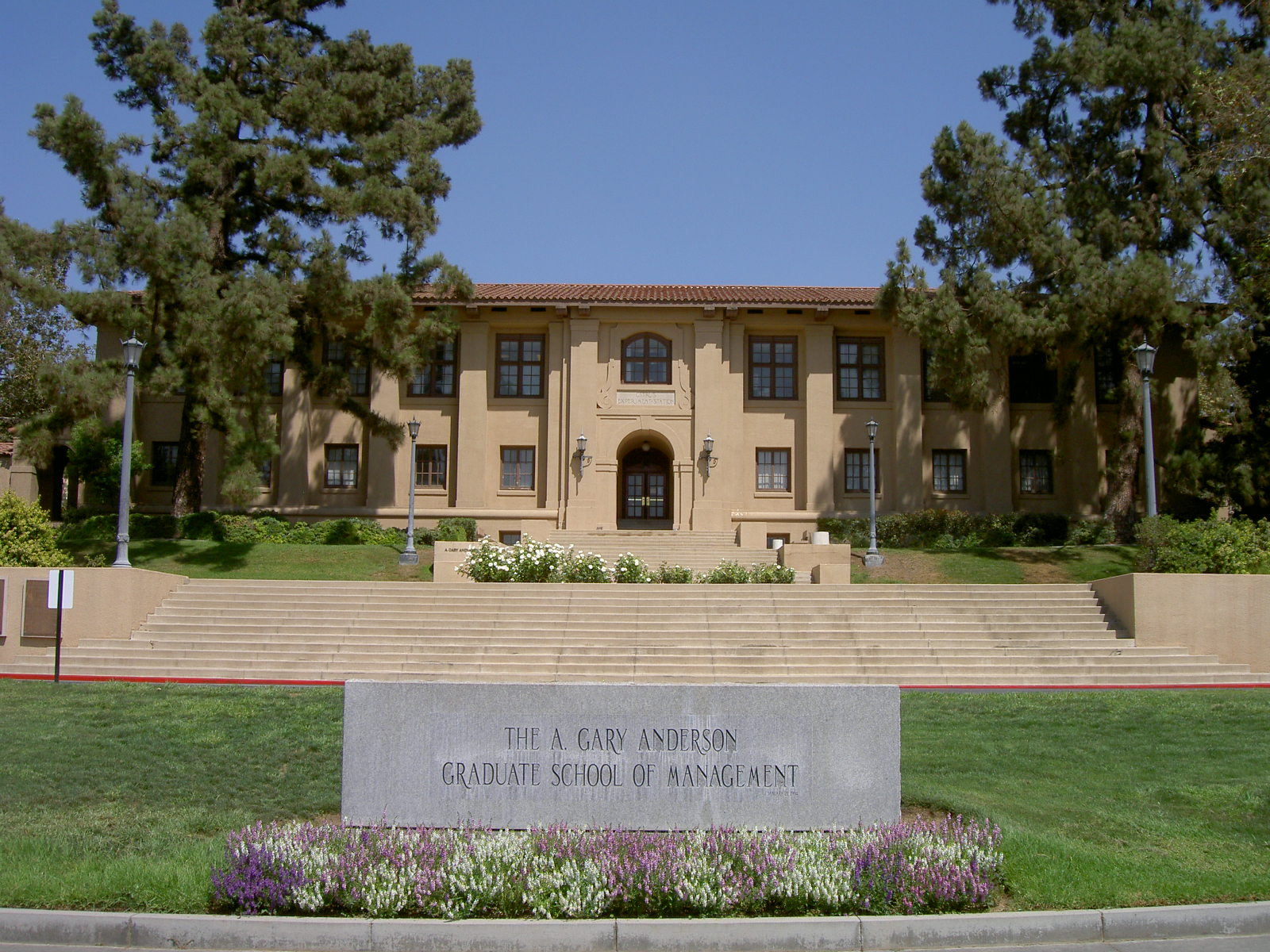
Історична будівля Науково-дослідницької станції з вивчення цитрусових Університету Каліфорнії

На початку XX сторіччя Південна Каліфорнія була найбільшим виробником цитрусових, основного сільськогосподарського експорту штату. Завдяки лобістам з індустрії цитрусових, UC Regents відкрили науково-дослідну станцію з вивчення цитрусових Університету Каліфорнії (UC Citrus Experiment Station, CES) 14 лютого 1907 року, на 9 гектарах східного схилу гори Рубіду (Mount Rubidoux) в Ріверсайді. Станція проводила досліди з запилення, зрошення. У 1917 році станцію перемістили на більш просторе місце площею в 192 гектари біля гори Бокс Спрінгс.

## Кампус
Головний кампус університету розташований на висоті 340 м над рівнем океану біля Box Springs Mountain, на відстані 5 км від центру Ріверсайду. Кампус займає площу 450 гектарів та розділений на східну та західну частини шосе номер 60 (State Route 60 freeway).
Східний кампус площею 243 гектари є місцем розташування кластера академічних будівель та технічних служб.  Оригінальними історичними будівлями, що стали ядром майбутнього університетського містечка, є Науково-дослідна станція з вивчення цитрусових, житлові й технічні приміщення, що використовуються ще й досі. Вони були спроєктовані Лестером Хіббардом (Lester H. Hibbard) та Х. Коді (H. B. Cody). Побудовані у 1917 році за 165 000 доларів, архітектура цих будівель наслідує стиль місіонерського відродження (Mission Revival style), принесений іспанськими колоністами в Південну Каліфорнію.

## Випускники
За свою історію Університет випустив понад 94 000 спеціалістів. Новий Центр Випускників та Відвідувачів (Alumni and Visitors Center) був відкритий у 2007 році. Він став місцем проведення зустрічей випускників.
Деякі з найвідоміших випускників Університету наведені у списку:
- Річард Шрок: професор в Массачусетському Технологічному Інституті (MIT) та лауреат Нобелівської премії з хімії 2005 року
- Тім Д. Уайт (Tim D. White): палеоантрополог — один зі 100 найвпливовіших людей світу за версією журналу Тайм відомий за свої роботи з Люсі, однією з найдавніших відомих Гомінін.
- Чарльз Е. Янг (Charles E. Young): ректор Університету Каліфорнії в Лос-Анджелесі.